# Trolldruvor

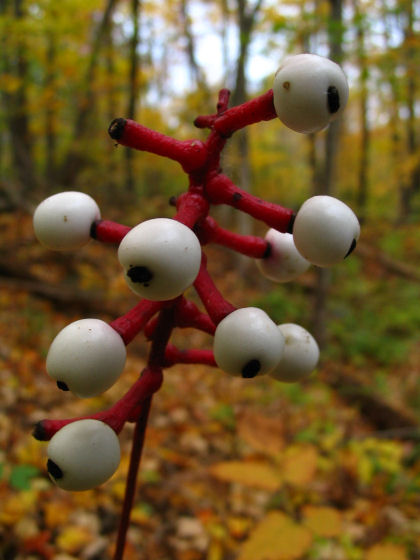
Vit trolldruva (A. pachypoda)

Trolldruvor (Actaea) är ett släkte av ranunkelväxter. Trolldruvor ingår i familjen ranunkelväxter. hemmahörande i de tempererade regionerna på norra halvklotet. Arterna i släktet är fleråriga örter med en enda ogrenad upprätt stjälk, klasbildande blommor och giftiga bär. Alla arterna är giftiga.
Släktet står när släktena Cimicifuga och Souliea och baserat på både DNA-analys och likheter i morfologi och biokemisk uppbyggnad så inkluderar många botaniker numera dessa två släkten i Actaea  (t.ex. Compton et al. 1998, Compton & Culham 2002, Gao et al. 2006, RHS Plant Finder, 2007); vilket skulle få det totala antalet arter i släktet att stiga till runt 25-30. Andra botaniker (t.ex. Hoffman 1999, Wang et al. 1999, Lee & Park 2004) förkastar en sådan sammanslagning baserat på att enbart arterna i den ursprungliga gruppen Actaea har frukter med fruktkött, medan de andra har frön.

## Bildgalleri

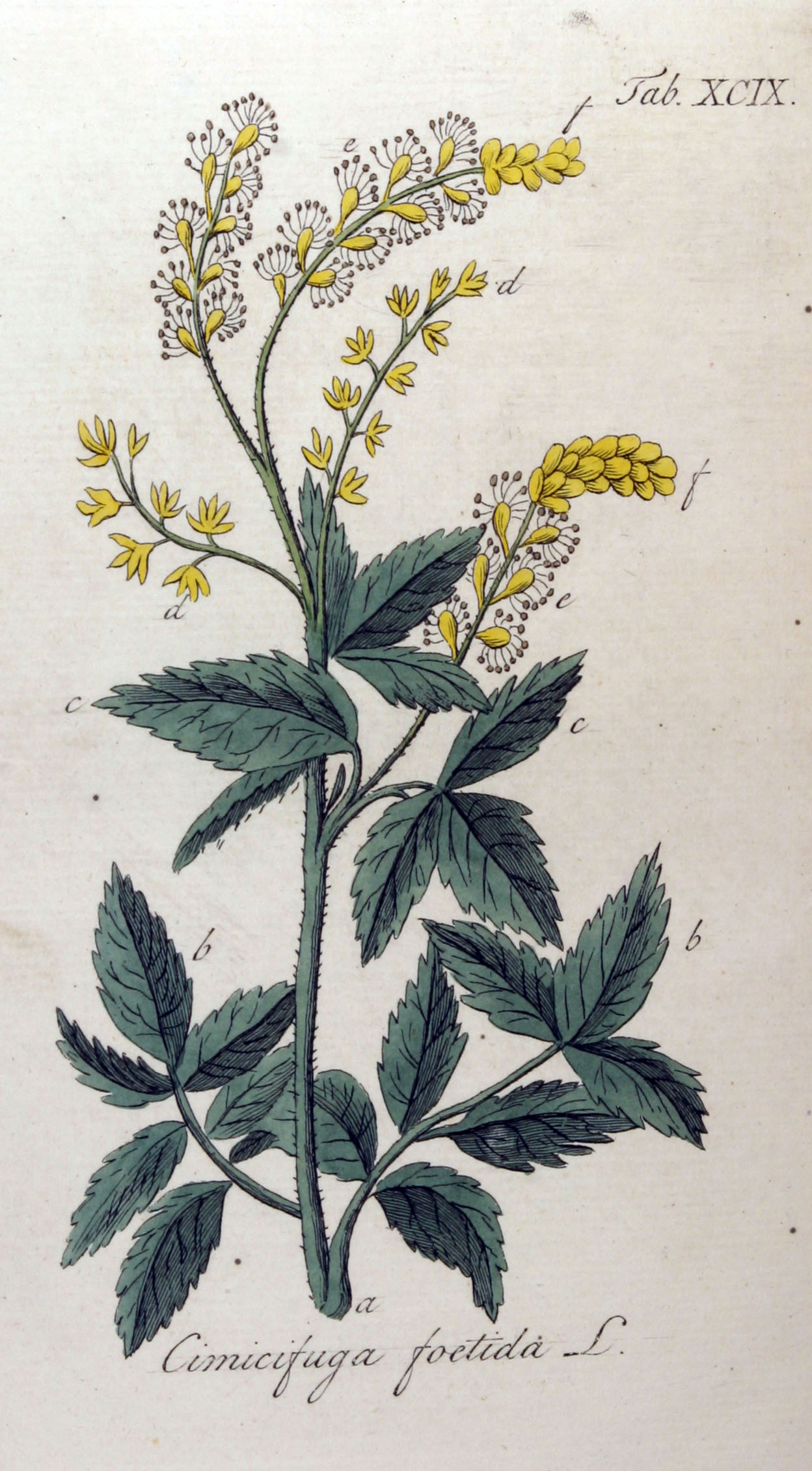
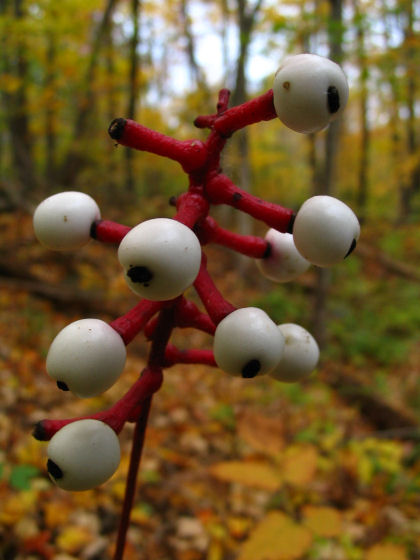
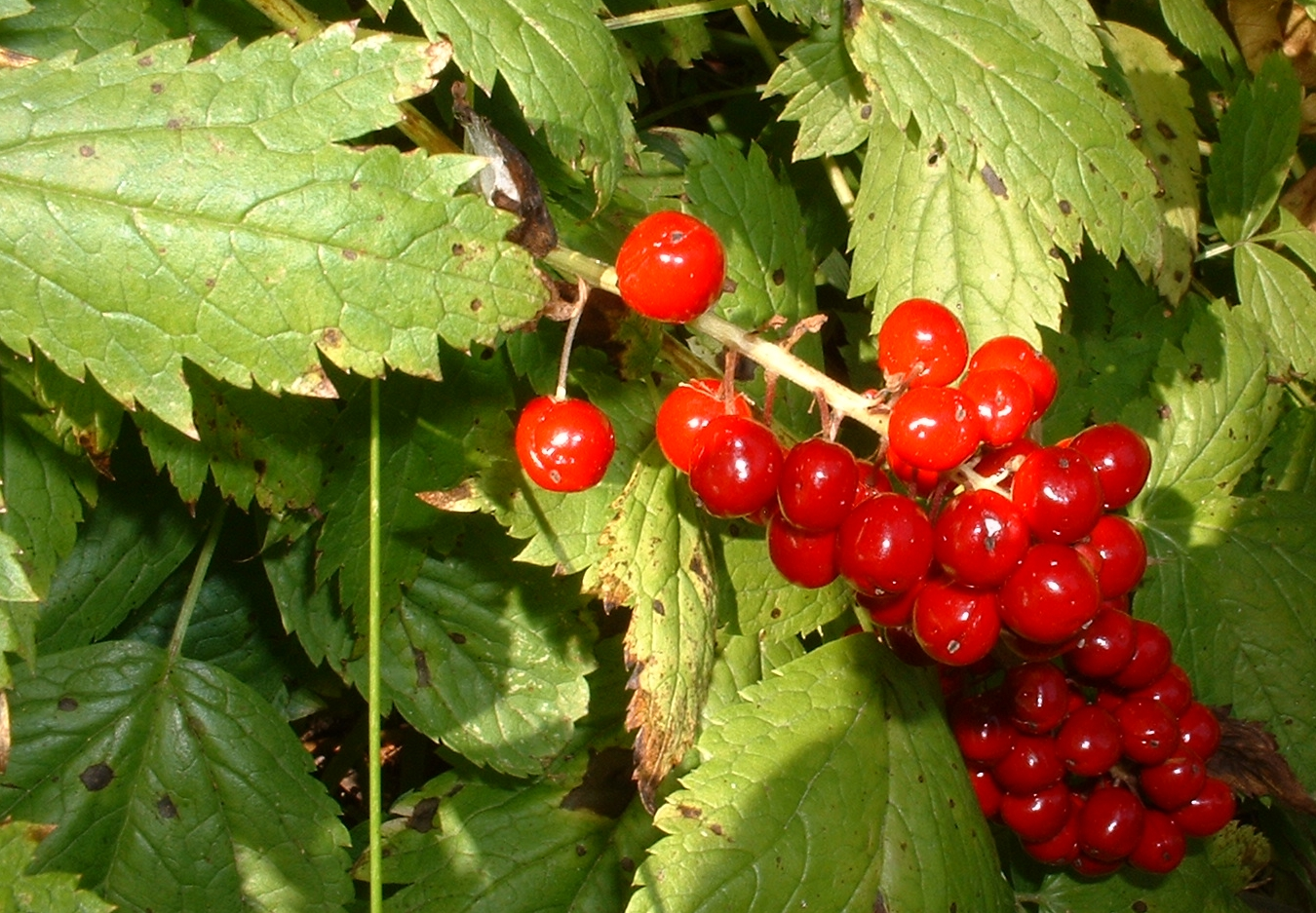
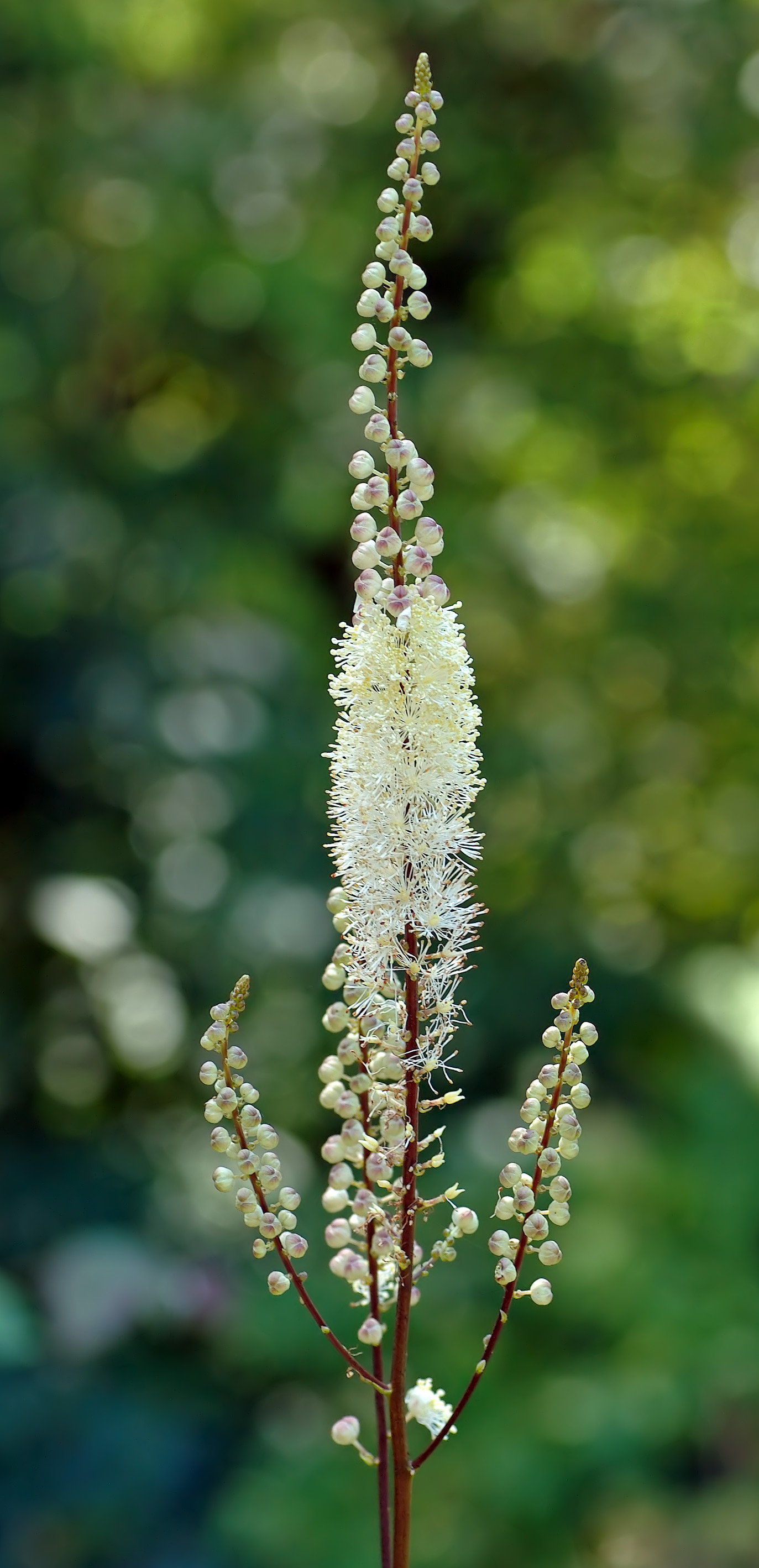

## Dottertaxa till Trolldruvor, i alfabetisk ordning[1]
- Actaea arizonica
- Actaea asiatica
- Actaea austrokoreana
- Actaea bifida
- Actaea biternata
- Actaea brachycarpa
- Actaea cimicifuga
- Actaea dahurica
- Actaea elata
- Actaea europaea
- Actaea grata
- Actaea heracleifolia
- Actaea japonica
- Actaea kashmiriana
- Actaea laciniata
- Actaea ludovici
- Actaea matsumurae
- Actaea nanchuanensis
- Actaea pachypoda
- Actaea podocarpa
- Actaea purpurea
- Actaea racemosa
- Actaea rubifolia
- Actaea rubra
- Actaea simplex
- Actaea spicata
- Actaea taiwanensis
- Actaea vaginata
- Actaea yesoensis
- Actaea yunnanensis